# ألين كينت
ألين كينت (بالإنجليزية: Allen Kent)‏ هو عالم حاسوب أمريكي، ولد في 24 أكتوبر 1921 في هارلم في الولايات المتحدة، وتوفي في 1 مايو 2014.